# 麥弗遜懸吊

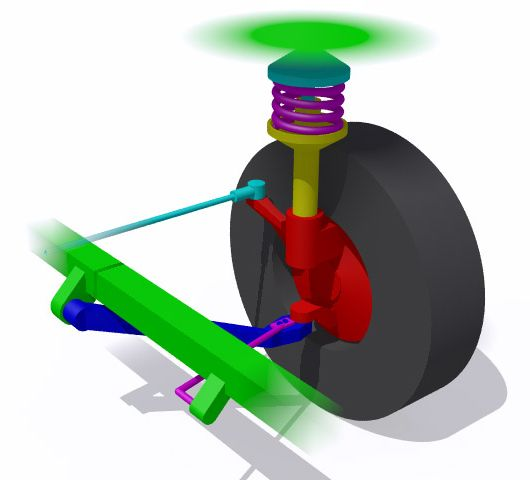
位於後驅車型右前輪的麥花臣支柱式懸吊系統，綠色為車架和懸吊樑，紅色為車輪，淺藍色是方向節機構，深藍色為控制臂。

麥花臣懸吊（又稱麥花臣支柱式懸吊）是以設計者福特汽車公司工程副總裁厄爾·斯蒂爾·麥弗遜的名字命名，廣泛應用於現代交通工具汽車的懸吊系統。
結構是以簡單的機械構件組合而成，採用圈狀彈簧與減震筒結合的一體的設計，並使避震器成為轉向與結構支臂的一部分。側向作動支臂只有一個L型結構桿在避震器下方與懸吊樑組合，具有有極佳的抗翻滾性與極小的機械空間，是現今汽車最普遍使用的懸吊系統之一。